# Лофтус-Роуд
«Лофтус Роуд» (англ. Loftus Road) — футбольний стадіон у Шепердс Буш, Лондоні, Англія. Є домашнім стадіоном клубу «Квінз Парк Рейнджерс». Вміщує 18, 500 тис. глядачів. З 2002 по 2004 роки на стадіоні також проводив домашні матчі лондонський клуб «Фулгем», коли «Крейвен Котедж» був закритий на реконструкцію.

## Опис
Кожна з чотирьох трибун стадіону має свою назву: «Лофтус Роуд Енд» (англ. Loftus Road End, скорочено Loft), «Еллерслі Роуд» (англ. Ellerslie Road Stand), «Саут Ефріка Роуд» (англ. South Africa Road Stand) і «Скул Енд» (англ. School End). На «Скул Енд» розміщуються вболівальники гостьової команди.